# Довляш, Богдан
Бо́гдан До́вляш (пол. Bogdan Dowlasz; 8 января 1949, Лодзь, Лодзинское воеводство — 1 февраля 2025) — польский аккордеонист, композитор и музыкальный педагог.
Окончил среднюю музыкальную школу в Лодзи по классу аккордеона Мечислава Миколайчика, в 1966—1969 годах руководил кружком аккордеонистов в доме культуры в Згеже. В 1969—1974 годах учился в Веймарской высшей школе музыки в классах Ирмгард Злота-Криг (аккордеон) и Герберта Кирмссе (композиция). По возвращении в Польшу в 1974—1990 годах преподавал в Лодзи в музыкальной школе имени Монюшко. Одновременно начал работать в Лодзинской высшей школе (академии) музыки, сперва на отделении музыкальной педагогики. С 1980 года вёл класс аккордеона на отделении инструментальной музыки, с 1996 года экстраординарный, с 1999 года ординарный профессор. Одновременно в 1993—1999 годах ректор академии. Кроме того, в 1999—2003 годах возглавлял кафедру художественного образования в Лодзинском университете. Проводил мастер-классы в Австрии, Германии, Литве, Люксембурге, Нидерландах, Словакии, Чехии.
Как исполнитель выступает сольно и в ансамблях. Был среди основателей Лодзинского оркестра аккордеонов (1984—1986) и Лодзинского квинтета аккордеонов (1974—1983). В 1980—2002 годах участник Лодзинского трио с флейтистом Антонием Вежбиньским и гитаристом Ежи Налепкой.
Автор многочисленных сочинений для своего инструмента, в том числе концерта для аккордеона и малого оркестра (1997). Сочинил также музыку для нескольких спектаклей лодзинского театра кукол «Арлекин», в том числе для инсценировки романа Александра Дюма «Три мушкетёра», по которой был снят телевизионный фильм (1994). Лауреат ряда конкурсов для композиторов-аккордеонистов, в том числе победитель международного конкурса в Кастельфидардо (1986) с пьесой для двух аккордеонов «Палиндром».
Скончался 1 февраля 2025 года в возрасте 76 лет.